# 川口強盗強姦殺人事件
川口強盗強姦殺人事件（かわぐちごうとうごうかんさつじんじけん）とは、2007年（平成19年）10月30日に埼玉県川口市柳崎で発生した強盗強姦・強盗殺人事件。

## 事件
2007年（平成19年）10月30日、川口市柳崎のアパート2階で、会社員女性（当時26歳）が現金8000円とキャッシュカード3枚、クレジットカード2枚、運転免許証などを奪われストッキングで首を絞められて殺害された。11月1日、女性の無断欠勤が続くことを心配した会社の同僚が訪ねてきたことから事件が発覚した。事件当日、被害者は17時40分に勤務先を出て帰宅。10月31日午前0時ごろ、携帯電話に友人から受信したメールが届いていたが、開封して読んだ形跡はなかった。また、同日に被害者の自宅付近から「キャー」という叫び声や床を叩くような音を近隣住民が聞いていた。司法解剖の結果、死因は首を圧迫されたことによる窒息死と判明した。

## 捜査
埼玉県警は殺人事件と断定し、川口警察署に捜査本部を設置した。また、2007年7月にも覆面を被った男に若い女性が襲われて両手を縛られ、現金を奪われる強盗事件が発生しており、今回の事件と関連付けて捜査を開始した。事件発生から1ヶ月後には217件の目撃情報が寄せられたため、埼玉県警は情報を精査するとともに、被害者名義のキャッシュカードで現金をATMから引き出そうとした際、ATMの防犯カメラに映っていた男の画像を公開して情報提供を呼びかけた。
2007年（平成19年）12月4日、川口警察署捜査本部は、川口市源左衛門新田の配管工の男（当時39歳）を本事件と同じアパートの別の部屋で発生した強盗強姦事件で逮捕した。また、衣類で被害者を拘束する手口など本事件と酷似していた点が多かったため、本事件に関与したと見て男を追及した。
逮捕当時、男は別の強盗強姦事件も含めて容疑を否認していたが、間も無く本事件の関与や被害者を殺害したことを認めた。これを受けて川口警察署捜査本部は男を強盗殺人や住居不法侵入などの容疑で再逮捕した。被害者の部屋の遺留物から採取されたDNAを増幅したところ、男のDNA型と多くが一致した。
男は動機について「（キャッシュカードの）暗証番号を聞いたら騒がれたので首を絞めて殺した。金に困り、盗み目的で入った」などと供述した。埼玉県警は男の自宅から消費者金融の120万円の借用書を押収し、多額の借金を抱えた末の金銭目的の犯行と見て捜査を進めた。男は多額の借金を抱えていた他、国民健康保険料の滞納額も400万円に上っていた。
2008年（平成20年）1月17日、さいたま地検は男を強盗殺人罪で起訴した。その後、2005年から2007年にかけて起こした別の窃盗・強盗強姦事件についても逮捕、起訴された。

## 犯人について

### 犯人の異常性
男は被害者のキャッシュカードから現金を引き出そうとした際、犯行の発覚を防ぐために被害者のセーターやマフラーを着用して自らの正体を隠そうとしていた。また、被害者の部屋にベランダから侵入したが、被害者がすぐに帰宅したため、被害者をカッターナイフで脅して「殺すぞ」と脅した上、衣類で目隠しし、タオルで口をふさぎ、電気コードで両手を縛り上げて強姦した。さらに暗証番号を聞きだして金を引き出そうとしたが、その暗証番号が違っていたことから逆上して部屋に戻り、被害者を「何発かわからないほどボコボコに殴られ、身体中に青あざがあった」（捜査関係者の証言）ほどまでに暴行した後、首を絞めて殺害した。
男は本事件の10年前（1997年）に東京都歌舞伎町のキャバクラ店に押し入り強盗事件を起こし、その後、本事件やその3か月前に起こした強盗事件で逮捕されるまでの2年間に5件の窃盗・強盗強姦事件を起こしている。

### 犯人の経歴
男は熊本県出身で、同級生と結婚してパチンコ店で働いていた。障害を持つ息子がおり、その子を毎日だっこするほど子煩悩だったという。事件の数年前にはトラック運転手をしていたが、両親がギャンブルから多額の借金を抱えて無理心中し、その借金を男が引き継いだことから人生が暗転。引き継いだ借金をパチンコで稼ぐことで返済しようとしたが、本人の思惑とは裏腹に借金が増加していき、闇金融にも手を出したため、2005年（平成17年）1月には460万円もの借金を抱えるまでになった。そのため、仕事場に借金返済を催促する電話がかかるようになり退職。
その後は民事再生手続を経て借金が100万円近くまで減ったが、再び闇金融に手を出してその場しのぎの生活を繰り返し、妻には多額の借金を隠すために弁解を繰り返すことになった。このような態度に妻は愛想を尽かし、2006年（平成18年）5月に離婚。
離婚後も闇金融やパチンコを辞めなかったため、借金が減ることはなく、元妻からも生活費を催促されたため、「生活苦から金を奪う目的で被害者女性に目をつけた」（犯人供述）として凶行を起こした。

## 裁判
2008年（平成20年）7月14日、さいたま地裁（中谷雄二郎裁判長）で初公判が開かれ、男は「殺すつもりはありませんでした。それ以外はその通りです」と主張。殺意に関して否認したが、それ以外の起訴内容については全面的に認めた。
2008年（平成20年）10月27日、論告求刑公判が開かれ、検察側は「計画的で残虐非道な犯行で、悪質極まりない」として無期懲役を求刑した。
2008年（平成20年）11月12日、さいたま地裁（中谷雄二郎裁判長）で判決公判が開かれ「凶悪で残虐極まりない」として男に求刑通り無期懲役の判決を言い渡した。
判決では、争点となった殺意について「確定的な殺意があったのは明らか」として、弁護側の「大声を出させないために首を押さえただけで、殺意はなかった」という主張を退けた。
その上で「過去の犯行で得た知識を頼りに用意周到に犯行に及んでいる。約2年8ヶ月の間、強盗強姦、強盗未遂などの重大な犯行を繰り返し、ついには人命さえ奪った。犯罪性向は顕著に深まっている」と指摘。遺族の処罰感情についても「自分の手で被告人を殺してやりたい。死刑を望むと述べるように愛する娘、姉を無惨な形で奪われた遺族の処罰感情が峻烈なのは当然」とした。
一方で、被告人に前科前歴がなく、反省の態度を示していることなどから「若くして非業の死を遂げた被害者の冥福を祈らせ、犯した数々の罪の贖罪に当たらせるべき」として無期懲役が相当と結論付けた。
一旦は控訴したが、2008年（平成20年）12月22日付で控訴を取り下げ、無期懲役の判決が確定した。